# Tatlayoko Lake
Tatlayoko Lake är en sjö i Kanada.   Den ligger i provinsen British Columbia, i den sydvästra delen av landet, 3 600 km väster om huvudstaden Ottawa. Tatlayoko Lake ligger 827 meter över havet. Arean är 39 kvadratkilometer. Den sträcker sig 22,6 kilometer i nord-sydlig riktning, och 5,0 kilometer i öst-västlig riktning.
I omgivningarna runt Tatlayoko Lake växer i huvudsak barrskog. Trakten runt Tatlayoko Lake är nära nog obefolkad, med mindre än två invånare per kvadratkilometer.